# Eiche im Vahrenwalder Park
Die Eiche im Vahrenwalder Park in Hannovers Stadtteil Vahrenwald wird als Naturdenkmal unter der Nummer ND-H 230 geführt. Nach seiner Art gehört der Baum zu den Stieleichen (Quercus robur).
Die Stadt Hannover hatte den Baum im Jahr 1984 unter der Nummer ND-HS 22 unter Schutz gestellt. Die nach dem Niedersächsischen Kommunalverfassungsgesetz für die Aufgaben der unteren Naturschutzbehörde zuständige Region Hannover ordnete die Naturdenkmale im Jahr 2010 neu und begründete die Unterschutzstellung dieses Baumes in einer Sammelverordnung mit dieser Beschreibung:
Schön gewachsene Eiche mit ausladender Krone.
und nannte als Schutzzweck
Der Baum ist ausgesprochen prägend für seine Umgebung. Er wird wegen seiner Größe, seines Alters und seiner Schönheit geschützt.
Den Standort beschreibt die Verordnung:
Am Nordostrand des Vahrenwalder Parks
und nennt als Flurdaten
Hannover-Vahrenwald, Flur 15, Flurstück 23/75.
Im Frühjahr 2021 umgibt den Baum eine mit einem knapp kniehohen Zaun geschützte Pflanzfläche, an deren Rand ein Informationsschild auf einem Holzpfahl steht. Es wurde von der Stadt Hannover ausweislich der verwendeten Postleitzahlen vor 1993 aufgestellt und hat diesen Wortlaut:
Eiche (Quercus robur), ca. 200 Jahre alt und ca. 20 m hoch, Stammumfang 2,85 m, Kronenbreite 18 m. Zum Naturdenkmal erklärt am 22. November 1984.
Im Mai 2023 hatte der Baum einen Stammumfang von 3,55 m (gemessen in 1,3 m Höhe). Nach dem auf dem Schild angegebenem Alter stand der Baum schon, als im Jahr 1866 das Militärreitinstitut Hannover (später Kavallerieschule der Reichswehr) entstand, an dessen Rand er wuchs. Er überstand die Zerstörungen während des Zweiten Weltkrieges infolge der Luftangriffe auf Hannover. Das frühere Militärgelände wurde nach einer Zwischennutzung als Gewerbegebiet von 1986 an, in einem zweiten Abschnitt 1997, in einen Park umgewandelt.